# Championnats de Roumanie de cyclisme sur route
Les championnats de Roumanie de cyclisme sur route sont organisés par la Fédération roumaine de cyclisme. 

## Élites Hommes

### Podiums de la course en ligne
| Année     | Vainqueur            | Deuxième                 | Troisième            |
| --------- | -------------------- | ------------------------ | -------------------- |
| 1955      | Gabriel Moiceanu     |                          |                      |
| 1957      | Gabriel Moiceanu     |                          |                      |
| 1960      | Gabriel Moiceanu     |                          |                      |
| 1965      | Gabriel Moiceanu     |                          |                      |
| 1997      | Cristian Dinescu     | Dragos Negoescu          | Nicolae Aldulea      |
| 1998      | Emil Pavel Lupas     | Ovidiu Burghelea         | George Prisecariu    |
| 1999      | ?                    |                          |                      |
| 2000      | Emil Pavel Lupas     | Florin Privache          |                      |
| 2001      | Marian Munteanu      | Dan Viorel Danila        | Emil Pavel Lupas     |
| 2002-2004 | ?                    |                          |                      |
| 2005      | Dan Diaconu          | Alexandru Ciocan         | Cosmin Bidilici      |
| 2006      | Marian Munteanu      | George Daniel Anghelache | Lars Pria            |
| 2007      | Tamás Csicsáky       | George Daniel Anghelache | Carol-Eduard Novak   |
| 2008      | Alexandru Ciocan     | George Daniel Anghelache | Marian Frunzeanu     |
| 2009      | Gabriel Pop          | Alexandru Ciocan         | Ciprian Bălănescu    |
| 2010      | Marian Frunzeanu     | Tamás Csicsáky           | Gabriel Pop          |
| 2011      | Andrei Nechita       | Alexandru Ciocan         | Marius Petrache      |
| 2012      | Carol-Eduard Novak   | Marian Frunzeanu         | Florin Saveliu       |
| 2013      | Andrei Nechita       | Marian Frunzeanu         | Nicolae Tintea       |
| 2014      | Zoltán Sipos         | Andrei Nechita           | Marian Frunzeanu     |
| 2015      | Serghei Țvetcov      | Marius Petrache          | Andrei Nechita       |
| 2016      | Marius Petrache      | Daniel Crista            | Serghei Țvetcov      |
| 2017      | Marius Petrache      | Valentin Plesea          | Emil Dima            |
| 2018      | Eduard-Michael Grosu | Daniel Crista            | Marius Petrache      |
| 2019      | Vlad Nicolae Dobre   | Marius Petrache          | Valentin Plesea      |
| 2020      | Daniel Crista        | Serghei Țvetcov          | Eduard-Michael Grosu |
| 2021      | Serghei Țvetcov      | Eduard-Michael Grosu     | Daniel Crista        |
| 2022      | Emil Dima            | Valentin Plesea          | Serghei Țvetcov      |
| 2023      | Serghei Țvetcov      | Valentin Plesea          | Daniel Crista        |
| 2024      | Cristian Raileanu    | Mattew Denis Piciu       | Emil Dima            |
| 2025      | Gerhard Moldansky    | Iustin Văidian           | Mattew Denis Piciu   |

Multi-titrés
- 4 : Gabriel Moiceanu
- 3 : Marian Munteanu

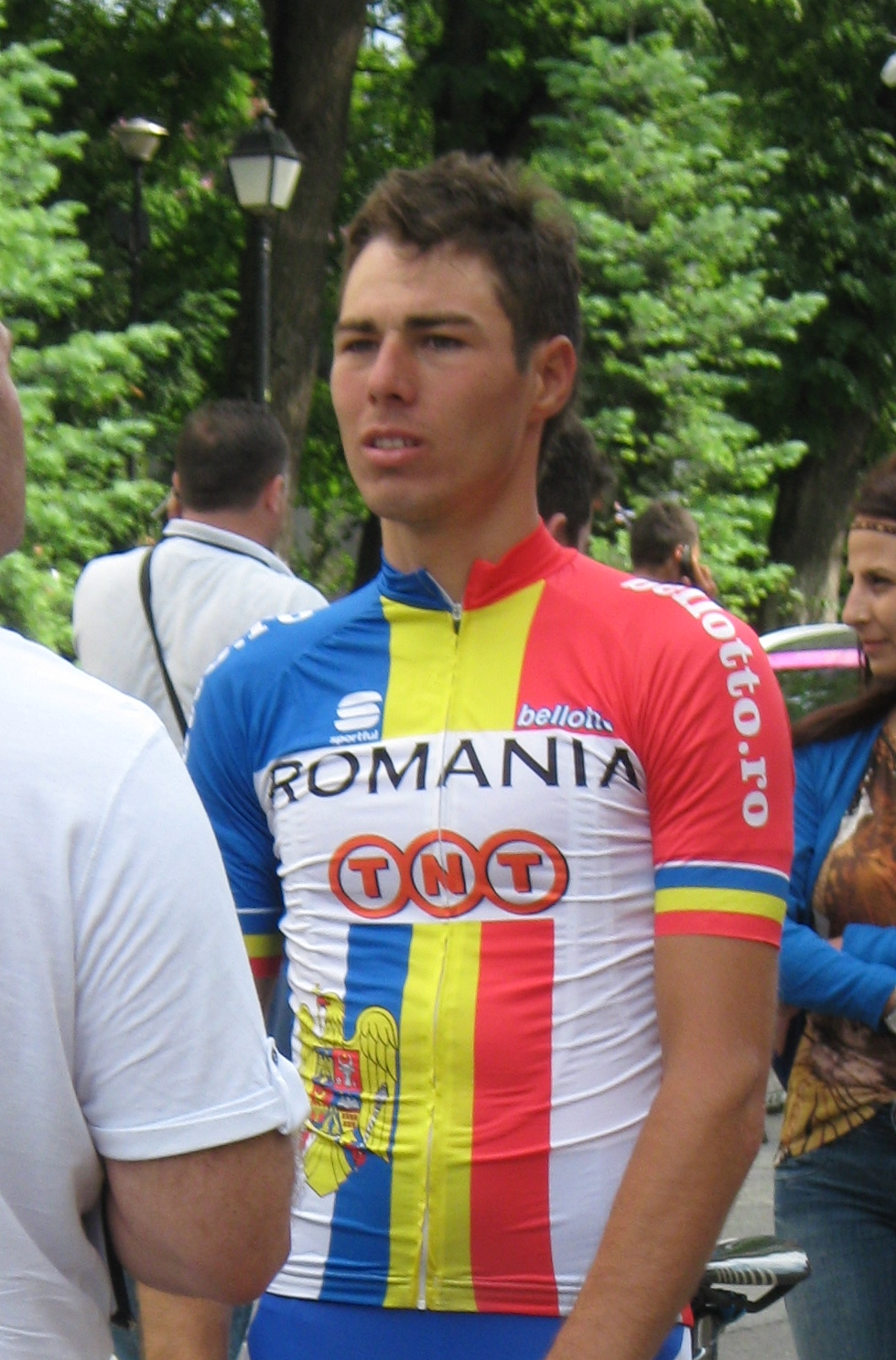
Andrei Nechita vêtu de son maillot de champion national lors du Tour de Roumanie 2012

- 2 : Serghei Țvetcov, Marius Petrache, Andrei Nechita, Emil Pavel Lupas

### Podiums du contre-la-montre
| Année     | Vainqueur                | Deuxième             | Troisième                |
| --------- | ------------------------ | -------------------- | ------------------------ |
| 1997      | Emil Pavel Lupas         | Paoul Grigorici      | Gabriel Neagoe           |
| 1998      | Emil Pavel Lupas         | Gabriel Neagoe       | Florin Privache          |
| 1999      | Emil Pavel Lupas         | Florin Privache      | Francesco-Horia Geovane  |
| 2000      | Emil Pavel Lupas         | Gabriel Neagoe       | Florin Privache          |
| 2001      | Emil Pavel Lupas         | Marian Frunzeanu     | Marian Munteanu          |
| 2002-2004 | ?                        |                      |                          |
| 2005      | Alexandru Ciocan         | Ioan Sabin Andoniu   | Marian Flamanzeanu       |
| 2006      | Laszlo Madaras           | Ioan Sabin Andoniu   | Alexandru Ciocan         |
| 2007      | Pas de championnat       |                      |                          |
| 2008      | George Adrian Manu       | Gabriel Pop          | Alexandru Ciocan         |
| 2009      | Gabriel Pop              | Carol-Eduard Novak   | George Daniel Anghelache |
| 2010      | George Daniel Anghelache | Zoltán Sipos         | Gabriel Pop              |
| 2011      | Andrei Nechita           | Emil Stefan Morcov   | Lars Pria                |
| 2012      | Andrei Nechita           | Carol-Eduard Novak   | Alexandru Ciocan         |
| 2013      | Andrei Nechita           | Carol-Eduard Novak   | Lars Pria                |
| 2014      | Andrei Nechita           | Zoltán Sipos         | Marian Frunzeanu         |
| 2015      | Serghei Țvetcov          | Daniel Crista        | Andrei Nechita           |
| 2016      | Serghei Țvetcov          | Eduard-Michael Grosu | Daniel Crista            |
| 2017      | Eduard-Michael Grosu     | Daniel Crista        | Carol-Eduard Novak       |
| 2018      | Eduard-Michael Grosu     | Daniel Crista        | Carol-Eduard Novak       |
| 2019      | Serghei Țvetcov          | Daniel Crista        | Eduard-Michael Grosu     |
| 2020      | Serghei Țvetcov          | Emil Dima            | Eduard-Michael Grosu     |
| 2021      | Serghei Țvetcov          | Daniel Crista        | Emil Dima                |
| 2022      | Daniel Crista            | József Málnási       | Cristian Raileanu        |
| 2023      | Eduard-Michael Grosu     | Serghei Țvetcov      | Daniel Crista            |
| 2024      | Emil Dima                | Cristian Raileanu    | Daniel Crista            |
| 2025      | Emil Dima                | Cristian Raileanu    | Iustin Văidian           |

Multi-titrés
- 5 : Serghei Țvetcov, Emil Pavel Lupas
- 4 : Andrei Nechita
- 3 : Eduard-Michael Grosu
- 2 : Emil Dima

### Podiums du critérium
| Année | Vainqueur            | Deuxième           | Troisième      |
| ----- | -------------------- | ------------------ | -------------- |
| 2025  | Eduard-Michael Grosu | Mattew Denis Piciu | Iustin Văidian |

## Élites Femmes

### Podiums de la course en ligne
| Année | Vainqueur               | Deuxième                | Troisième                |
| ----- | ----------------------- | ----------------------- | ------------------------ |
| 2008  | Enikő Nagy              | Nicoleta-Lavinia Rolea  | Ana Condurache           |
| 2009  | Enikő Nagy              | Ana Condurache          | Nicoleta-Lavinia Rolea   |
| 2010  | Enikő Nagy              | Beata Adrienne Piringer |                          |
| 2011  | Beata Adrienne Piringer | Florica Valentina Dutu  | Cristina Radu            |
| 2013  | Beata Adrienne Piringer | Irina Dumitru           | Stefania Ecaterina Ion   |
| 2014  | Nicoleta-Lavinia Rolea  | Beata Adrienne Piringer | Irina Dumitru            |
| 2015  | Ana Maria Covrig        | Nicoleta-Lavinia Rolea  | Irina Dumitru            |
| 2016  | Ana Maria Covrig        | Marike Tache            | Monica Cojocaru          |
| 2017  | Ana Maria Covrig        | Miriam Stan             | Ana-Maria Estera Coteata |
| 2018  | Ana Maria Covrig        | Miriam Stan             | Ana-Maria Estera Coteata |
| 2019  | Ana Maria Covrig        | Andreea Ionescu         | Miriam Stan              |
| 2020  | Manuela Muresan         | Miriam Stan             | Maria-Ecaterina Stancu   |
| 2021  | Georgeta Ungureanu      | Miriam Stan             | Manuela Muresan          |
| 2022  | Manuela Muresan         | Georgeta Ungureanu      | Miriam Stan              |
| 2023  | Georgeta Ungureanu      | Manuela Muresan         | Maria-Ecaterina Stancu   |
| 2024  | Manuela Muresan         | Raissa Costea           | Luliana-Alexandra Cioclu |

Multi-titrées
- 5 : Ana Maria Covrig
- 3 : Enikő Nagy
- 2 : Manuela Muresan, Georgeta Ungureanu

### Podiums du contre-la-montre
| Année | Vainqueur               | Deuxième                   | Troisième                        |
| ----- | ----------------------- | -------------------------- | -------------------------------- |
| 2008  | Enikő Nagy              | Ana Condurache             | Cristina Radu                    |
| 2009  | Enikő Nagy              | Nicoleta-Lavinia Rolea     | Ana Condurache                   |
| 2010  | Beata Adrienne Piringer | Eliza Oana Pop             | Silvana Popescu                  |
| 2011  | Beata Adrienne Piringer | Zsuzsa Gyurka              | Stefania Ecaterina Ion           |
| 2012  | Beata Adrienne Piringer | Stefania Ecaterina Ion     | Daniela Oltean                   |
| 2013  | Beata Adrienne Piringer | Daniela Oltean             | Irina Dumitru                    |
| 2014  | Beata Adrienne Piringer | Nicoleta-Lavinia Rolea     | Irina Dumitru                    |
| 2015  | Ana Maria Covrig        | Nicoleta-Lavinia Rolea     | Irina Dumitru                    |
| 2016  | Ana Maria Covrig        | Beata Adrienne Piringer    | Adriana Ceausescu                |
| 2017  | Ana Maria Covrig        | Marike Tache               | Ana-Maria Estera Coteata         |
| 2018  | Ana Maria Covrig        | Ana-Maria Estera Coteata   | Beata Adrienne Piringer          |
| 2019  | Ana Maria Covrig        | Andreea Ionescu            | Ana-Maria Estera Coteata         |
| 2020  | Maria-Ecaterina Stancu  | Manuela Muresan            | Ana-Maria Estera Coteata         |
| 2021  | Manuela Muresan         | Maria-Ecaterina Stancu     | Georgeta Ungureanu               |
| 2022  | Maria-Ecaterina Stancu  | Manuela Muresan            | Georgeta Ungureanu               |
| 2023  | Manuela Muresan         | Georgeta Ungureanu         | Noelle-Priscilla Darabant-Husanu |
| 2024  | Manuela Muresan         | Catalina-Andreea Catineanu | Luliana-Alexandra Cioclu         |

Multi-titrées
- 5 : Ana Maria Covrig, Beáta Adrienne Piringer
- 2 : Manuela Muresan, Maria-Ecaterina Stancu, Enikő Nagy

## Espoirs Hommes

### Podiums de la course en ligne
| Année | Vainqueur            | Deuxième           | Troisième               |
| ----- | -------------------- | ------------------ | ----------------------- |
| 2007  | Laszlo Madaras       | Attila Madras      | Marius Petrache         |
| 2008  | Andrei Nechita       | Marius Petrache    | Albert Șerban           |
| 2009  | Andrei Nechita       | Mihail Rusu        | Eduard-Michael Grosu    |
| 2010  | Andrei Nechita       | Mihai Varabiev     | Lucian Voinea           |
| 2011  | Mihai Varabiev       | Bogdan Coman       | Lucian Voinea           |
| 2012  | Zoltán Sipos         | Valentin Plesea    | Bogdan Coman            |
| 2013  | Andrei Voicu         | Lucian Oprea       | Szabolcs Sebestyén      |
| 2014  | Eduard-Michael Grosu | Valentin Plesea    | Adrian Zamfir           |
| 2015  | Vlad Dobre           | Andrei Barbu       | Ionut Sdraila           |
| 2016  | Emil Dima            | Vlad Dobre         | Dorin Alexandru Tescanu |
| 2017  | Emil Dima            | Vlad Dobre         | Leonard Barbu           |
| 2018  | Emil Dima            | Raul-Antonio Sînza | Lóránt Balázsi          |
| 2019  | Denis Vulcan         | Valentin Vasiloiu  | Emil Dima               |
| 2020  | Iustin Văidian       | Adi Marcu          | Gerhard Moldansky       |
| 2021  | Andrei Ionut         | Raul-Antonio Sînza | Adi Marcu               |
| 2022  | Adi Marcu            | Mattew Denis Piciu | Iustin Văidian          |
| 2023  | Mihnea Harasim       | Mattew Denis Piciu | Iustin Văidian          |
| 2024  | Mattew Denis Piciu   | Andrei Carbunarea  | Ioan Dobrin             |
| 2025  | Cătălin Buta         | Luca Câmpean       | Horea Precup            |

Multi-titrés
- 3 : Emil Dima, Andrei Nechita

### Podiums du contre-la-montre
| Année | Vainqueur            | Deuxième              | Troisième               |
| ----- | -------------------- | --------------------- | ----------------------- |
| 2008  | Ionel Rusu           | Traian Adrian Ionescu | Marius Petrache         |
| 2009  | Zoltán Sipos         | Ionel Rusu            | Mihail Rusu             |
| 2010  | Zoltán Sipos         | Mihail Rusu           | Lucian Voinea           |
| 2011  | Bogdan Coman         | Cristian Munteanu     | Eduard-Michael Grosu    |
| 2012  | Valentin Plesea      | Zoltán Sipos          | Bogdan Coman            |
| 2013  | Eduard-Michael Grosu | Valentin Plesea       | Zoltán Sipos            |
| 2014  | Valentin Plesea      | Eduard-Michael Grosu  | Adrian Zamfir           |
| 2015  | Andrei Barbu         | Ionut Sdraila         | Leonard Barbu           |
| 2016  | Emil Dima            | Andrei Barbu          | Dorin Alexandru Tescanu |
| 2017  | József Málnási       | Emil Dima             | Vlad Dobre              |
| 2018  | Emil Dima            | Lóránt Balázsi        | József Málnási          |
| 2019  | Emil Dima            | Denis Vulcan          | Lóránt Balázsi          |
| 2020  | József Málnási       | Andrei Cojanu         | Iustin Văidian          |
| 2021  | Serban Luncan        | Adrian-Marius Florea  | Andrei Cojanu           |
| 2022  | Ioan Dobrin          | Serban Luncan         | Erick Rogoz Lorincz     |
| 2023  | Serban Luncan        | Mihnea Harasim        | Iustin Văidian          |
| 2024  | Mihnea Harasim       | Ioan Dobrin           | Cristian-Eduard Kato    |
| 2025  | Dorcu Ovidiu         | Cătălin Buta          | Horea Precup            |

Multi-titrés
- 2 : Serban Luncan, József Málnási, Emil Dima, Valentin Plesea, Zoltán Sipos

## Juniors Hommes

### Podiums de la course en ligne
| Année | Vainqueur         | Deuxième               | Troisième                   |
| ----- | ----------------- | ---------------------- | --------------------------- |
| 2008  | Zoltán Sipos      | Lucian Voinea          | Alexandru Bădoiu            |
| 2009  | Zoltán Sipos      | Bogdan Sotirnel        | Lucian Voinea               |
| 2010  | Ionel Presmereanu | Arnold Lukacs          | Ioan Alexandru Grigore      |
| 2011  | Stefan Buzas      | Lucian Oprea           | Ion Brinzea                 |
| 2012  | Adrian Olteanu    | Cristian Badea         | Andrei Ganea                |
| 2013  | Lucian Buga       | Florin Cosmin Grama    | Adrian Zamfir               |
| 2014  | Lucian Buga       | Emil Dima              | Sabrin Dragoi               |
| 2015  | Emil Dima         | Valentin Viorel Moroie | Dan Mihai Băbăiță           |
| 2016  | Dan Mihai Băbăiță | József-Attila Málnási  | Gerhard Dumitrescu          |
| 2017  | Valentin Vasiloiu | Raul-Antonio Sinza     | Gerhard Dumitrescu          |
| 2018  | Ciprian Jitaru    | David Cristea          | Adi Marcu                   |
| 2019  | Adi Marcu         | Iustin Văidian         | Ioan Dobrin                 |
| 2020  | Patrick Pescaru   | Ioan Dobrin            | Serban Luncan               |
| 2021  | Minhea Harasim    | Alexandru-Andrei Iacob | Alin Toader                 |
| 2022  | Minhea Harasim    | Valentin Afrasinei     | Andrei Carbunarea           |
| 2023  | Andrei Carbunarea | Luca Câmpean           | Tudor-Cristian-Andrei Neagu |
| 2024  | Horea Precup      | Matteo Tudurachi       | Edmond Novak                |
| 2025  | David Coman       | Theodor Trica          | Matei Paris                 |

Multi-titrés
- 2 : Zoltán Sipos, Lucian Buga, Minhea Harasim

### Podiums du contre-la-montre
| Année | Vainqueur             | Deuxième                   | Troisième              |
| ----- | --------------------- | -------------------------- | ---------------------- |
| 2008  | Zoltán Sipos          | Eduard-Michael Grosu       | Lucian Voinea          |
| 2009  | Zoltán Sipos          | Eduard-Michael Grosu       | Alexandru Stancu       |
| 2010  | Eduard-Michael Grosu  | Alexandre Stancu           | Adrian Anghel          |
| 2011  | Ionut Sdraila         | Istvan Terebesi            | Mihai Mariciuc         |
| 2012  | Adrian Zamfir         | Aurelian-Alexandru Buduroi | Ovidiu Butuza          |
| 2013  | Adrian Zamfir         | Andrei Barbu               | Ovidiu Butuza          |
| 2014  | Lucian Buga           | Emil Dima                  | Sergiu Ghete           |
| 2015  | Emil Dima             | Dan Mihai Băbăiță          | Valentin Viorel Moroie |
| 2016  | József-Attila Málnási | Mihai Cristian Dan         | Dan Mihai Băbăiță      |
| 2017  | Valentin Vasiloiu     | Denis Vulcan               | Mihai Cristian Dan     |
| 2018  | Valentin Vasiloiu     | Szilard Torok              | Ciprian Jitaru         |
| 2019  | Ioan Dobrin           | Adi Marcu                  | Iustin Văidian         |
| 2020  | Ioan Dobrin           | Patrick Pescaru            | Serban Luncan          |
| 2021  | Mihnea Harasim        | Rares Ghita                | Alexandru-Andrei Iacob |
| 2022  | Mihnea Harasim        | Valentin Afrasinei         | Norbert Nyulas-Petres  |
| 2023  | Luca Câmpean          | Cristian Staicu            | Balázs Császár         |
| 2024  | Horea Precup          | Dorcu Ovidiu               | Luca Câmpean           |
| 2025  | Theodor-Vasile Pridon | Matteo Tudurachi           | David Coman            |

Multi-titrés
- 2 : Zoltán Sipos, Adrian Zamfir, Valentin Vasiloiu, Ioan Dobrin, Mihnea Harasim

## Cadets Hommes

### Podiums de la course en ligne
| Année | Vainqueur            | Deuxième             | Troisième              |
| ----- | -------------------- | -------------------- | ---------------------- |
| 2009  | Andrei Voicu         | Ionut Sdraila        | Mihai Bogdan Vlad      |
| 2010  | Mihai Bogdan Vlad    | Cristian Losonczi    | Aurelian Buduroi       |
| 2011  | Vlad Nicolae Dobre   | George Mihai Grigore | Alexandru Poenaru      |
| 2012  | Adrian Olteanu       |                      |                        |
| 2013  | Emil Dima            | Cătălin Cristea      | Iulian Gache           |
| 2014  | ?                    |                      |                        |
| 2015  | Alberto Hamza        |                      |                        |
| 2016  | Alberto Hamza        | Ciprian Jitaru       | Valentin Vasiloiu      |
| 2017  | Adi Marcu            | Patrick Pescaru      | Adrian Grigore         |
| 2018  | ?                    |                      |                        |
| 2019  | Mihnea Harasim       | Edvard Novak         | Alexandru-Andrei Iacob |
| 2020  | Alin Toader          | Claudiu Cismaru      | Andrei Carbunarea      |
| 2021  | Balazs Csaszar       | Vlad Stanciu         | Norbert Nyulas-Petres  |
| 2022  | Catalin Luca Campean | Carol Popa           | Cristian-Ștefan Staicu |
| 2023  | Tudor Percea         | Matteo Tudorachi     | Theodor Trică          |
| 2024  | David Coman          | Gabriel Andronache   | Theodor Trică          |

Multi-titrés
- 2 : Alberto Hamza

### Podiums du contre-la-montre
| Année | Vainqueur              | Deuxième                 | Troisième              |
| ----- | ---------------------- | ------------------------ | ---------------------- |
| 2009  | Mihai Bogdan Vlad      | Ionut Sdraila            | Adrian Anghel          |
| 2010  | ?                      |                          |                        |
| 2011  | Ovidiu Butuza          | Adrian-Dumitru Zamfir    | Vlad Nicolae Dobre     |
| 2012  | ?                      |                          |                        |
| 2013  | Emil Dima              | Cătălin Cristea          | Iulian Gache           |
| 2014  | József Málnási         | Cătălin Cristea          | Andrei Bidilici        |
| 2015  | Alberto Hamza          |                          |                        |
| 2016  | Tudor Căzăceanu        | Adi Marcu                | Valentin Vasiloiu      |
| 2017  | Adi Marcu              | Patrick Pescaru          | Eduard-Valentin Stefan |
| 2018  | Ioan Dobrin            |                          |                        |
| 2019  | Rares Ghita            | Mihnea Harasim           | Darius Craciunu        |
| 2020  | Edvard Novak           | Valentin-Mihai Afrasinei | Mihnea Harasim         |
| 2021  | Norbert Nyulas-Petres  | Andrei Carbunarea        | Balazs Csaszar         |
| 2022  | Cristian-Stefan Staicu | Catalin Luca Campean     | Edmond Novak           |
| 2023  | Theodor-Vasile Pridon  | Tudor Percea             | Andrei Constantinescu  |